# Brachyopidae
Brachyopidae es un grupo extinto de temnospóndilos que vivieron desde comienzos del período Triásico, estando ausentes por varios millones de años del registro fósil hasta mediados del Jurásico de China y Mongolia. Se distribuyeron tanto en Laurasia como en Gondwana (a excepción de Sudamérica).